# Veine grande saphène
Ne doit pas être confondu avec veine petite saphène.
Pour les articles homonymes, voir GSV.
Pour un article plus général, voir Veine saphène.
La veine grande saphène (ou veine saphène interne) est une veine superficielle du membre inférieur. Elle fait suite à la veine marginale médiale du pied. C'est la veine la plus longue du corps, s'étendant le long du membre inférieur et ramenant le sang du pied, de la jambe et de la cuisse vers la veine fémorale au niveau du triangle fémoral.

## Trajet
La veine grande saphène naît sur le bord médial du pied dans le prolongement de la veine marginale médiale du pied.
Elle chemine entre la peau et le fascia crural. Elle passe en avant de la malléole médiale, puis sur la face médiale de la jambe, puis à la face postérieure de l'épicondyle médial du fémur, puis à la face médiale cuisse, pour finir à la face antérieure de la cuisse au niveau du triangle fémoral.

## Affluences
La veine grande saphène draine l'arcade veineuse dorsale du pied par le biais de la veine marginale médiale du pied.
Au niveau de la jambe, elle s'anastomose librement avec la petite veine saphène et communique par les veines perforantes de Cockett avec les veines tibiales postérieures et antérieures.
Au niveau du genou, elle communique à le veine poplitée par une veine perforante, et au niveau de la cuisse une ou des veines perforantes la font communiquer avec la veine fémorale avant leur jonction.
La veine saphène accessoire forme une anastomose au niveau de la face postérieure de la cuisse et en général en bas du triangle fémoral avec la veine petite saphène.
La veine saphène antérieure de Loder lui relie le réseau veineux  de la face médiale du genou.
Près du hiatus saphène, elle est rejointe par la veine épigastrique superficielle, la veine circonflexe iliaque superficielle et les veines pudendales externes superficielles et profondes.

## Terminaison
La veine grande saphène se termine en forme de crosse pour passer dans le hiatus saphène et se jeter dans la veine fémorale.

## Aspect clinique

### Pathologie
Les pathologies de la grande veine saphène (varice, thrombose veineuse superficielle, thrombophlébite)  sont relativement courantes, mais isolées, elles ne mettent généralement pas la vie en danger.

### Utilisation chirurgicale
La veine grande saphène peut être utilisée pour l'autotransplantation dans les opérations de pontage coronarien, lorsque les greffons artériels ne sont pas disponibles ou que de nombreux greffons sont nécessaires, comme pour un triple pontage ou un quadruple pontage.
L’ablation de la veine saphène n’entravera pas sensiblement la circulation normale dans la jambe grâce à une circulation collatérale riche.

### Médecine d'urgence
Lorsqu'un accès intraveineux standard ne peut pas être obtenu en raison d'un collapsus veineux, la veine grande saphène peut être utilisée par sa section.